# Großer Preis von Australien 1996
Der Große Preis von Australien 1996 (offiziell 1996 Transurban Australian Grand Prix) fand am 10. März auf dem Albert Park Circuit in Melbourne statt und war das erste Rennen der Formel-1-Weltmeisterschaft 1996.

## Berichte

### Hintergründe
Vor der Saison verpflichtete Ferrari den amtierenden Doppelweltmeister Michael Schumacher von Benetton und besetzte mit dem vormaligen Jordan-Fahrer Eddie Irvine auch das zweite Cockpit neu. Im Gegenzug wechselte die vorige Ferrari-Fahrerpaarung aus Gerhard Berger und Jean Alesi gemeinsam zu Benetton. Jordan wiederum ließ den zweiten Wagen neben Rubens Barrichello nun vom vorigen Ligier-Piloten Martin Brundle lenken. An dessen Stelle trat dort der brasilianische Paydriver Pedro Diniz, der im Vorjahr bei Forti debütiert hatte. Jenes Team schließlich stellte sich in dieser Saison mit dem im Vorjahr für Minardi aktiven Luca Badoer und dem vormaligen Pacific-Fahrer Andrea Montermini komplett neu auf.
Johnny Herbert, der andere Benetton-Fahrer 1995, wechselte für 1996 zu Sauber und wurde Teamkollege von Heinz-Harald Frentzen. Minardi trat weiterhin mit dem Portugiesen Pedro Lamy an, das zweite Cockpit teilten sich nacheinander Giancarlo Fisichella, Tarso Marques und Giovanni Lavaggi. Komplett neu war die Fahrerpaarung bei Footwork, wo der vormalige Benetton- und Simtek-Fahrer Jos Verstappen auf den Neuling Ricardo Rosset traf.
Aufsehen erregte Williams, das den CART-Meister des Vorjahres Jacques Villeneuve verpflichtete. David Coulthard, zweiter Fahrer bei Williams neben dem zweimaligen Vizeweltmeister Damon Hill, wechselte daraufhin zu McLaren. Keine Umbesetzung gab es lediglich bei Tyrrell.
Das Rennen war das erste, bei dem das neue Ampelsystem zum Einsatz kam, das auch heute noch in der Formel 1 verwendet wird und das alte Rot-Grün-Lichtsystem ersetzte. Nach dem neuen System würden fünf rote Ampeln im Sekundentakt aufleuchten, beginnend nachdem der letzte Fahrer seine Startbox erreicht hatte. Es gäbe dann eine vorher festgelegte Pause, und dann würden die fünf Lichter gleichzeitig ausgehen. Dies war auch das erste Rennen, bei dem am Samstagnachmittag ein einziges Qualifying stattfand. Die Freitagssitzung wurde abgesagt.
Mit Berger (zweimal) und Hill (einmal) traten zwei ehemalige Sieger zu diesem Grand Prix an. Beide gewannen allerdings auf dem Adelaide Street Circuit, der Große Preis von Australien wurde erstmals auf dem Albert Park Circuit ausgetragen.

### Training
Vor dem Rennen fanden zwei Trainingseinheiten statt: Die erste am Freitagmorgen und die zweite am Samstagmorgen.
Im ersten freien Training am Freitag erzielte Hill mit einer Zeit von 1:32,159 Minuten die Bestzeit vor Villeneuve und Alesi.
Am Samstag, dem zweiten freien Training konnte sich Villeneuve mit einer Zeit 1:31,206 Minuten die Bestzeit vor Hill und Barrichello sichern.

### Qualifying
Villeneuve sicherte sich in seinem ersten Grand Prix-Wochenende mit einer Zeit von 1:32,371 Minuten die Pole-Position vor seinem Teamkollegen Hill und dem Ferrari von Irvine. Luca Badoer und Andrea Montermini konnten sich mit ihren Forti-Ford aufgrund der neu eingeführten 107-Prozent-Regel nicht für das Rennen qualifizieren.

### Warm Up
Die Fahrer gingen am Sonntagmorgen zu einer 30-minütigen Aufwärmsitzung auf die Strecke. Hill erzielte hier die Bestzeit vor den beiden Benetton von Alesi und Berger.

### Rennen

#### Erster Start
Nach dem Start wurde in der ersten Kurve Hill von Irvine bedrängt, verlor an Schwung und wurde anschließend vor der dritten Kurve von beiden Ferrari überholt. Hinter Hill schnitt Alesi vor Mika Häkkinen und Barrichello die Kurve ab um vorne zu bleiben und löste so eine Kettenreaktion aus starkem Bremsen aus, während die Fahrer versuchten, eine Kollision miteinander zu vermeiden. Coulthard geriet beim Bremsen nach links und sein McLaren prallte gegen Herberts Sauber. Herbert versuchte dem Auto auszuweichen und bremste stark. Brundle war hinter ihnen und konnte nicht früh genug reagieren, prallte gegen das Heck von Herberts und Coulthards Autos und geriet ins Schleudern, endete in Kurve 3 in einem Sandfang und zerbrach sein Auto in zwei Teile. Brundle blieb unverletzt und das Rennen wurde mit roter Flagge abgebrochen. Herberts Wagen war derart beschädigt, dass er am zweiten Start nicht mehr teilnehmen konnte. Die damaligen Vorschriften sahen vor, dass im Falle einer angeordneten Unterbrechung in der ersten Runde dieser Start als null und nichtig galt und der zweite Start so stattfand, als ob der erste nie stattgefunden hätte. Herbert wurde daher als „DNS“ eingestuft.

#### Zweiter Start
Das Rennen wurde neu gestartet. Brundle nun im Ersatzwagen unterwegs, drehte sich nach einer leichten Berührung mit Diniz. Die Williams dominierten erneut, wobei Villeneuve Hill anführte. Schumacher behielt den dritten Platz, fiel aber bei seinem zweiten Boxenstopp um eine halbe Minute zurück. In Runde 28 bekam er Bremsprobleme und schied fünf Runden später aus. Irvine belegte den dritten Platz, trotz einer Berührung mit Alesis Benetton in Runde 6, als Alesi versucht hatte, ihn zu überholen. Gegen Ende des Rennens wurde Villeneuve durch ein Ölleck gebremst, was es Hill ermöglichte, ihn einzuholen und auch zu überholen. Hill holte seinen 14. Grand-Prix-Sieg und erreichte damit die Gesamtzahl der Siege seines Vaters Graham Hill. Hill holte zwei aufeinanderfolgende australische Siege, das letzte Rennen war die letzte Runde des Jahres 1995 in Adelaide. Irvine im Ferrari komplettierte das Podium. Die restlichen Punkteplatzierungen belegten Berger und die beiden Finnen Häkkinen und Mika Salo.
Villeneuve sicherte sich mit 1:33,421 Minuten die schnellste Rennrunde.
Die Reihenfolge in der Fahrerwertung entsprach dem Rennergebnis. In der Konstrukteurswertung übernahm Williams-Renault die Führung vor Ferrari und Benetton-Renault.

## Meldeliste
| Team                        | Nr. | Fahrer                | Chassis        | Motor                 | Reifen |
| --------------------------- | --- | --------------------- | -------------- | --------------------- | ------ |
| Scuderia Ferrari SpA        | 1   | Michael Schumacher    | Ferrari F310   | Ferrari 3.0 V10       | G      |
| Scuderia Ferrari SpA        | 2   | Eddie Irvine          | Ferrari F310   | Ferrari 3.0 V10       | G      |
| Mild Seven Benetton Renault | 3   | Jean Alesi            | Benetton B196  | Renault 3.0 V10       | G      |
| Mild Seven Benetton Renault | 4   | Gerhard Berger        | Benetton B196  | Renault 3.0 V10       | G      |
| Rothmans Williams Renault   | 5   | Damon Hill            | Williams FW18  | Renault 3.0 V10       | G      |
| Rothmans Williams Renault   | 6   | Jacques Villeneuve    | Williams FW18  | Renault 3.0 V10       | G      |
| Marlboro McLaren Mercedes   | 7   | Mika Häkkinen         | McLaren MP4/11 | Mercedes-Benz 3.0 V10 | G      |
| Marlboro McLaren Mercedes   | 8   | David Coulthard       | McLaren MP4/11 | Mercedes-Benz 3.0 V10 | G      |
| Ligier Gauloises Blondes    | 9   | Olivier Panis         | Ligier JS43    | Mugen-Honda 3.0 V10   | G      |
| Ligier Gauloises Blondes    | 10  | Pedro Diniz           | Ligier JS43    | Mugen-Honda 3.0 V10   | G      |
| B&H Total Jordan Peugeot    | 11  | Rubens Barrichello    | Jordan 196     | Peugeot 3.0 V10       | G      |
| B&H Total Jordan Peugeot    | 12  | Martin Brundle        | Jordan 196     | Peugeot 3.0 V10       | G      |
| Red Bull Sauber Ford        | 14  | Johnny Herbert        | Sauber C15     | Ford Zetec-R 3.0 V10  | G      |
| Red Bull Sauber Ford        | 15  | Heinz-Harald Frentzen | Sauber C15     | Ford Zetec-R 3.0 V10  | G      |
| Footwork Hart               | 16  | Ricardo Rosset        | Footwork FA17  | Hart 3.0 V8           | G      |
| Footwork Hart               | 17  | Jos Verstappen        | Footwork FA17  | Hart 3.0 V8           | G      |
| Tyrrell Yamaha              | 18  | Ukyō Katayama         | Tyrrell 024    | Yamaha 3.0 V10        | G      |
| Tyrrell Yamaha              | 19  | Mika Salo             | Tyrrell 024    | Yamaha 3.0 V10        | G      |
| Minardi Team                | 20  | Pedro Lamy            | Minardi M195B  | Ford EDM 3.0 V8       | G      |
| Minardi Team                | 21  | Giancarlo Fisichella  | Minardi M195B  | Ford EDM 3.0 V8       | G      |
| Forti Grand Prix            | 22  | Luca Badoer           | Forti FG02     | Ford Zetec-R 3.0 V8   | G      |
| Forti Grand Prix            | 23  | Andrea Montermini     | Forti FG02     | Ford Zetec-R 3.0 V8   | G      |

## Klassifikationen

### Qualifying
| Pos.                                                                       | Fahrer                | Konstrukteur       | Zeit     | Start |
| -------------------------------------------------------------------------- | --------------------- | ------------------ | -------- | ----- |
| 01                                                                         | Jacques Villeneuve    | Williams-Renault   | 1:32,371 | 01    |
| 02                                                                         | Damon Hill            | Williams-Renault   | 1:32,509 | 02    |
| 03                                                                         | Eddie Irvine          | Ferrari            | 1:32,889 | 03    |
| 04                                                                         | Michael Schumacher    | Ferrari            | 1:33,125 | 04    |
| 05                                                                         | Mika Häkkinen         | McLaren-Mercedes   | 1:34,054 | 05    |
| 06                                                                         | Jean Alesi            | Benetton-Renault   | 1:34,257 | 06    |
| 07                                                                         | Gerhard Berger        | Benetton-Renault   | 1:34,344 | 07    |
| 08                                                                         | Rubens Barrichello    | Jordan-Peugeot     | 1:34,474 | 08    |
| 09                                                                         | Heinz-Harald Frentzen | Sauber-Ford        | 1:34,494 | 09    |
| 10                                                                         | Mika Salo             | Tyrrell-Yamaha     | 1:34,832 | 10    |
| 11                                                                         | Olivier Panis         | Ligier-Mugen-Honda | 1:35,330 | 11    |
| 12                                                                         | Jos Verstappen        | Footwork-Hart      | 1:35,338 | 12    |
| 13                                                                         | David Coulthard       | McLaren-Mercedes   | 1:35,351 | 13    |
| 14                                                                         | Johnny Herbert        | Sauber-Ford        | 1:35,453 | 14    |
| 15                                                                         | Ukyō Katayama         | Tyrrell-Yamaha     | 1:35,715 | 15    |
| 16                                                                         | Giancarlo Fisichella  | Minardi-Ford       | 1:35,898 | 16    |
| 17                                                                         | Pedro Lamy            | Minardi-Ford       | 1:36,109 | 17    |
| 18                                                                         | Ricardo Rosset        | Footwork-Hart      | 1:36,198 | 18    |
| 19                                                                         | Martin Brundle        | Jordan-Peugeot     | 1:36,286 | 19    |
| 20                                                                         | Pedro Diniz           | Ligier-Mugen-Honda | 1:36,298 | 20    |
| 107-Prozent-Zeit: 1:38,837 min (bezogen auf die Bestzeit von 1:32,371 min) |                       |                    |          |       |
| DNQ                                                                        | Luca Badoer           | Forti-Ford         | 1:39,202 | –     |
| DNQ                                                                        | Andrea Montermini     | Forti-Ford         | 1:42,087 | –     |

### Rennen
| Pos. | Fahrer                | Konstrukteur       | Runden | Stopps | Zeit        | Start | Schnellste Runde |
| ---- | --------------------- | ------------------ | ------ | ------ | ----------- | ----- | ---------------- |
| 01   | Damon Hill            | Williams-Renault   | 58     | 1      | 1:32:50,491 | 02    | 1:33,621 (27.)   |
| 02   | Jacques Villeneuve    | Williams-Renault   | 58     | 1      | + 38,020    | 01    | 1:33,421 (27.)   |
| 03   | Eddie Irvine          | Ferrari            | 58     | 2      | + 1:02,571  | 03    | 1:34,533 (37.)   |
| 04   | Gerhard Berger        | Benetton-Renault   | 58     | 2      | + 1:02,571  | 07    | 1:34,757 (26.)   |
| 05   | Mika Häkkinen         | McLaren-Mercedes   | 58     | 1      | + 1:35,071  | 05    | 1:35,843 (49.)   |
| 06   | Mika Salo             | Tyrrell-Yamaha     | 57     | 2      | + 1 Runde   | 10    | 1:35,280 (39.)   |
| 07   | Olivier Panis         | Ligier-Mugen-Honda | 57     | 2      | + 1 Runde   | 11    | 1:34,767 (21.)   |
| 08   | Heinz-Harald Frentzen | Sauber-Ford        | 57     | 2      | + 1 Runde   | 09    | 1:35,596 (43.)   |
| 09   | Ricardo Rosset        | Footwork-Hart      | 56     | 1      | + 2 Runden  | 18    | 1:36,557 (45.)   |
| 10   | Pedro Diniz           | Ligier-Mugen-Honda | 56     | 2      | + 2 Runden  | 20    | 1:37,024 (24.)   |
| 11   | Ukyō Katayama         | Tyrrell-Yamaha     | 55     | 1      | + 3 Runden  | 15    | 1:36,377 (44.)   |
| –    | Pedro Lamy            | Minardi-Ford       | 42     | 3      | DNF         | 17    | 1:38,784 (04.)   |
| –    | Michael Schumacher    | Ferrari            | 32     | 2      | DNF         | 04    | 1:33,651 (18.)   |
| –    | Giancarlo Fisichella  | Minardi-Ford       | 32     | 1      | DNF         | 16    | 1:38,077 (05.)   |
| –    | Rubens Barrichello    | Jordan-Peugeot     | 29     | 1      | DNF         | 08    | 1:35,064 (27.)   |
| –    | David Coulthard       | McLaren-Mercedes   | 24     | 0      | DNF         | 13    | 1:37,746 (13.)   |
| –    | Jos Verstappen        | Footwork-Hart      | 15     | 1      | DNF         | 12    | 1:36,649 (13.)   |
| –    | Jean Alesi            | Benetton-Renault   | 9      | 0      | DNF         | 06    | 1:35,519 (08.)   |
| –    | Martin Brundle        | Jordan-Peugeot     | 1      | 0      | DNF         | 19    | 1:56,481 (01.)   |
| DNS  | Johnny Herbert        | Sauber-Ford        | –      | –      | –           | 14    | –                |

Anmerkungen
1. ↑  Herbert wird in den offiziellen Ergebnissen als „Nicht gestartet“ aufgeführt, obwohl er vor dem Abbruch des Rennens den ersten Start gemacht hatte.

## WM-Stände nach dem Rennen
Die ersten sechs des Rennens bekamen 10, 6, 4, 3, 2 bzw. 1 Punkt(e).

### Fahrerwertung
| Pos. | Fahrer                | Konstrukteur       | Punkte |
| ---- | --------------------- | ------------------ | ------ |
| 01   | Damon Hill            | Williams-Renault   | 10     |
| 02   | Jacques Villeneuve    | Williams-Renault   | 6      |
| 03   | Eddie Irvine          | Ferrari            | 4      |
| 04   | Gerhard Berger        | Benetton-Renault   | 3      |
| 05   | Mika Häkkinen         | McLaren-Mercedes   | 2      |
| 06   | Mika Salo             | Tyrrell-Yamaha     | 1      |
| 07   | Olivier Panis         | Ligier-Mugen-Honda | 0      |
| 08   | Heinz-Harald Frentzen | Sauber-Ford        | 0      |
| 09   | Ricardo Rosset        | Footwork-Hart      | 0      |
| 10   | Pedro Diniz           | Ligier-Mugen-Honda | 0      |
| 11   | Ukyō Katayama         | Tyrrell-Yamaha     | 0      |

| Pos. | Fahrer               | Konstrukteur     | Punkte |
| ---- | -------------------- | ---------------- | ------ |
| –    | Pedro Lamy           | Minardi-Ford     | 0      |
| –    | Michael Schumacher   | Ferrari          | 0      |
| –    | Giancarlo Fisichella | Minardi-Ford     | 0      |
| –    | Rubens Barrichello   | Jordan-Peugeot   | 0      |
| –    | David Coulthard      | McLaren-Mercedes | 0      |
| –    | Jos Verstappen       | Footwork-Hart    | 0      |
| –    | Jean Alesi           | Benetton-Renault | 0      |
| –    | Martin Brundle       | Jordan-Peugeot   | 0      |
| –    | Johnny Herbert       | Sauber-Ford      | 0      |
| –    | Luca Badoer          | Forti-Ford       | 0      |
| –    | Andrea Montermini    | Forti-Ford       | 0      |

### Konstrukteurswertung
| Pos. | Konstrukteur       | Punkte |
| ---- | ------------------ | ------ |
| 01   | Williams-Renault   | 16     |
| 02   | Ferrari            | 4      |
| 03   | Benetton-Renault   | 3      |
| 04   | McLaren-Mercedes   | 2      |
| 05   | Tyrrell-Yamaha     | 1      |
| 06   | Ligier-Mugen-Honda | 0      |

| Pos. | Konstrukteur   | Punkte |
| ---- | -------------- | ------ |
| 07   | Sauber-Ford    | 0      |
| 08   | Footwork-Hart  | 0      |
| –    | Minardi-Ford   | 0      |
| –    | Jordan-Peugeot | 0      |
| –    | Forti-Ford     | 0      |